# Turbonilla pauli
Turbonilla pauli är en snäckart som beskrevs av A. G. Smith och M. Gordon 1958. Turbonilla pauli ingår i släktet Turbonilla och familjen Pyramidellidae. Inga underarter finns listade i Catalogue of Life.